# ولشوتس
ولشوک (به لاتین: Veleševec) یک زیستگاه انسانی در کرواسی است.